# 烧灼术
烧灼术是一種醫療手段，病人染病或损毁严重且伴有感染的组织會被烧去。使用烧灼术的目的是緩解出血並阻止進一步感染。不過也有研究表明，烧灼术实际上会造成更多的组织损伤而且为细菌生长提供更适宜的环境，這樣反而會增加感染的风险。 